# 花沢成一
花沢 成一（はなざわ せいいち、1930年1月 - 2006年10月3日）は、日本の臨床心理学者。臨床心理士・学校心理士・家族心理士。学位は、文学博士（日本大学）。専門は臨床心理学、親性（父性・母性）の発達、妊産婦の心理療法、催眠療法、自律訓練法、少年非行の研究、母性発達に関する研究、スケート選手に対するメンタルトレーニングに関する研究。

## 経歴
- 1950年　日本大学文学部心理学科入学
- 1956年　日本大学文学部心理学科卒業
- 1957年　日本大学大学院文学研究科心理学専攻修士課程入学
- 1959年　日本大学大学院文学研究科心理学専攻修士課程修了（文学修士）
- 1960年　日本大学文理学部助手
- 1962年　日本大学大学院文学研究科心理学専攻博士課程単位取得満期退学
- 1964年　日本大学文理学部専任講師
- 1968年　日本大学文理学部助教授
- 1976年　日本大学文理学部教授
- 1990年　文学博士（日本大学）
- 2000年　聖徳大学教授
- 2002年　聖徳大学人文学部臨床心理学科長

## 学会
- 日本心理学会正会員（監事・理事）
- 日本教育心理学会名誉会員（理事・常任理事）
- 日本催眠医学心理学会正会員（理事・常任理事）
- 日本犯罪心理学会正会員
- 日本心身医学会（評議員）
- 日本行動療法学会正会員
- 日本心理臨床学会正会員
- 日本家族心理学会名誉会員（理事・常任理事）
- 日本応用心理学会名誉会員